# East Lyme
East Lyme és una població dels Estats Units a l'estat de Connecticut. Segons el cens del 2005 tenia 18.459 habitants.

## Demografia
Segons el cens del 2000, East Lyme tenia 18.118 habitants, 6.308 habitatges, i 4.535 famílies. La densitat de població era de 205,6 habitants/km².
Dels 6.308 habitatges en un 33,1% hi vivien nens de menys de 18 anys, en un 61% hi vivien parelles casades, en un 8,4% dones solteres, i en un 28,1% no eren unitats familiars. En el 23,3% dels habitatges hi vivien persones soles el 8,8% de les quals corresponia a persones de 65 anys o més que vivien soles. El nombre mitjà de persones vivint en cada habitatge era de 2,5 i el nombre mitjà de persones que vivien en cada família era de 2,96.
Per edats la població es repartia de la següent manera: un 21,9% tenia menys de 18 anys, un 6,3% entre 18 i 24, un 33,4% entre 25 i 44, un 25,8% de 45 a 60 i un 12,6% 65 anys o més.
L'edat mediana era de 39 anys. Per cada 100 dones de 18 o més anys hi havia 90,8 homes.
La renda mediana per habitatge era de 66.539 $ i la renda mediana per família de 74.430 $. Els homes tenien una renda mediana de 53.333 $ mentre que les dones 37.162 $. La renda per capita de la població era de 28.765 $. Aproximadament l'1,7% de les famílies i el 2,9% de la població estaven per davall del llindar de pobresa.